# Patricia Nielsen
Patricia Nielsen (Bromley, 22 de junho de 1930 – Swindon, 1985) foi uma nadadora britânica. Competiu em três eventos nos Jogos Olímpicos de Verão de 1948.
Morreu aos 55 anos em Swindon em 1985.